# O Cruceiro de Roo
O Cruceiro de Roo es una aldea del municipio de Outes, Galicia, España. Está situada al suroeste del municipio, en la parroquia de Roo. A pesar de haber aldeas con más población en el municipio, Cruceiro de Roo es considerado un núcleo urbano según el PGOM.
En 2022 tenía una población de 108 habitantes (56 hombres y 52 mujeres). Está situada a 3,4 Kilómetros de la capital municipal a 51 metros sobre el nivel del mar. Algunas de las localidades más cercanas son A Lagoa, Viro, Roo de Abaixo y Áspera. En el lugar podemos encontrar algunos establecimientos y un colegio de primaria e infantil.
Constituye un punto central de servicios dentro del ayuntamiento para los asentamientos existentes en la zona que va desde Catasueiro hasta Brión, incluida la zona de Serantes y la zona vinculada a a playa de Broña, además de una amplia zona al norte.
Está conformado por 29 viviendas construidas a lo largo de las vías AC-550 e CP-6203 y por la vía municipal que conecta el lugar con la aldea de Roo de Abaixo. En este núcleo alterna, mezclándose entre ellas, la vivienda unifamiliar con la colectiva, aisladas o pegadas.

## Galería de imágenes

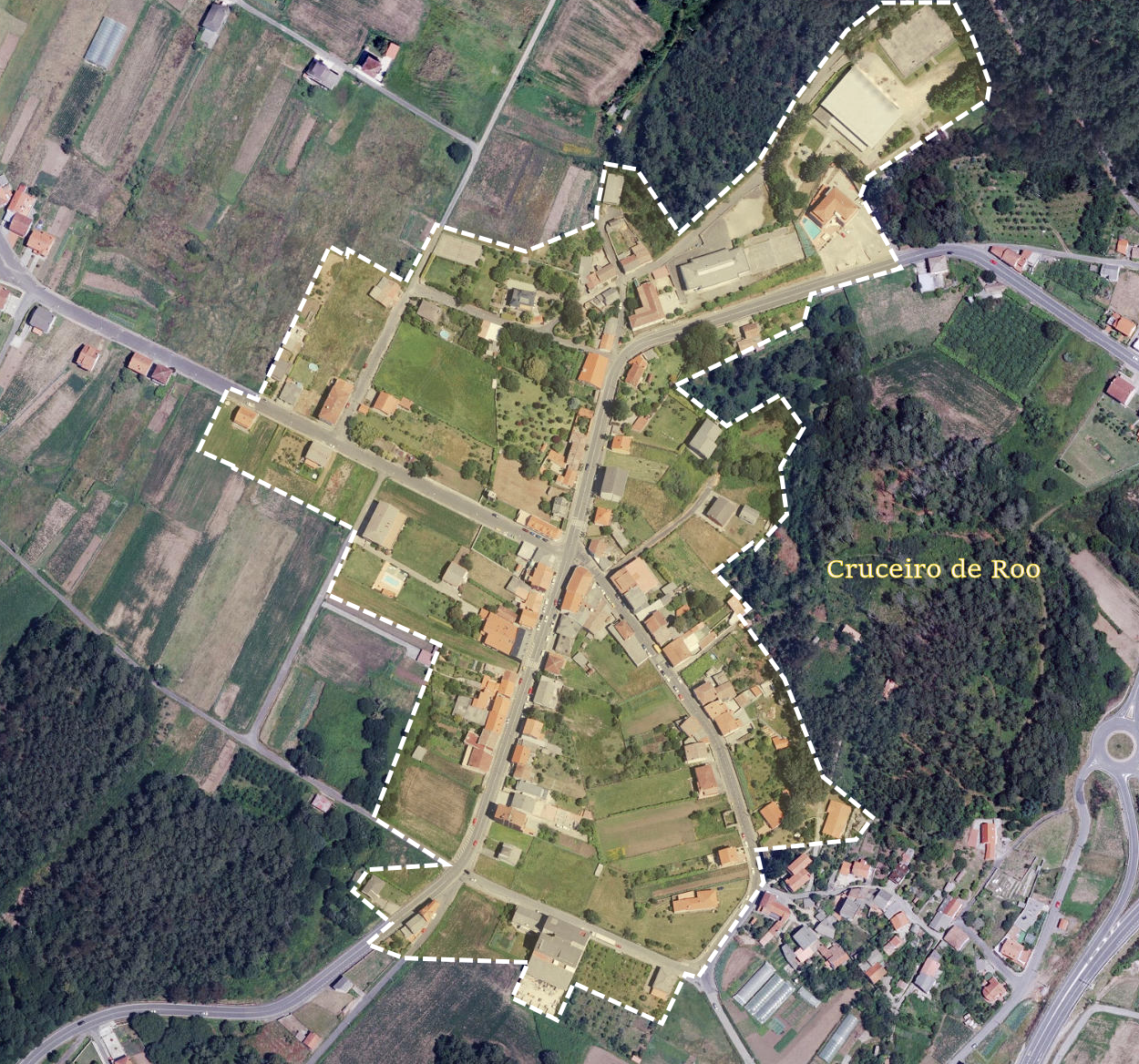
Imagen por Satélite de 2014 de Cruceiro de Roo.

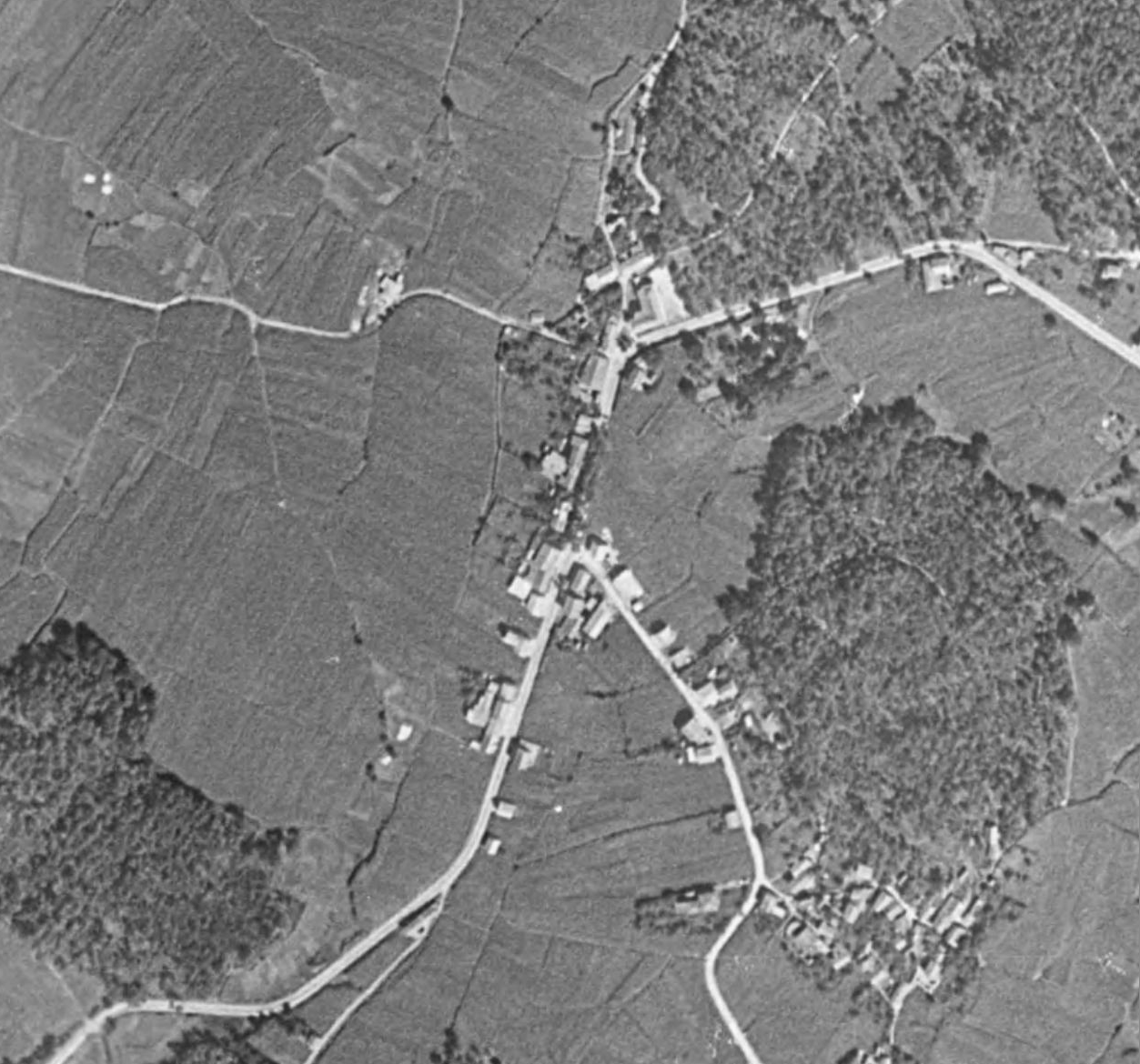
Imagen aérea de 1955 de Cruceiro de Roo

## Demografía
| Gráfica de evolución demográfica de Cruceiro de Roo entre 2000 y 2018 |
|                                                                       |
| Población de derecho según el padrón municipal del INE                |